# Уилдер (город, Миннесота)
Уилдер (англ. Wilder) — город в округе Джэксон, штат Миннесота, США. На площади 2,1 км² (2,1 км² — суша, водоёмов нет), согласно переписи 2002 года, проживают 69 человек. Плотность населения составляет 33,6 чел./км².
- FIPS-код города — 27-70258[1]
- GNIS-идентификатор — 0654141[2]